# Ligne
Ligne, često nazvana kao Pariška ligne je mjerna jedinica koja se koristi u urarstvu, a koristi se za označavanje veličine mehanizma sata. Jedna ligne odgovara veličini od 2,255 mm.